# Elena Ornella Paciotti
Elena Ornella Paciotti je italijanska političarka in sodnica, * 9. januar 1941, Rim.
Diplomirala je na Pravni fakulteti v Rimu in leta 1967 opravila pravosodni izpit. Dvakrat je bila predsednica italijanskega Nacionalnega združenja sodnikov (1994-1995 in 1997-1998) ter poslanka Demokratične stranke levice v Evropskem parlamentu (1999-2004).
Od leta 1999 je predsednica fundacije Lelio in Lisli Basso, za študije sodobne družbe.